# Colega de quarto
Colega de quarto é uma pessoa com quem se divide uma residência, mas que não é necessariamente um parente ou amigo. O termo em português é uma tradução direta do termo em inglês roommate, mas não significa que as pessoas necessariamente dividam um quarto. A coabitação pode referir-se a uma casa ou apartamento ou residência de qualquer outro tipo.